# نينتندو 64
نينتندو 64 (بالإنجليزية: Nintendo 64 أو N64 باختصار ؛ باليابانية: ニンテンドー64، نينتندو روكوجويون) هو ثالث نظام ألعاب فيديو أطلقته شركة نينتندو. صدر الجهاز في 23 يونيو 1996 في اليابان و1 مارس 1997 في أوروبا. هذا أول جهاز لنينتندو الذي يعرض الألعاب في رسوميات ثلاثية الأبعاد.

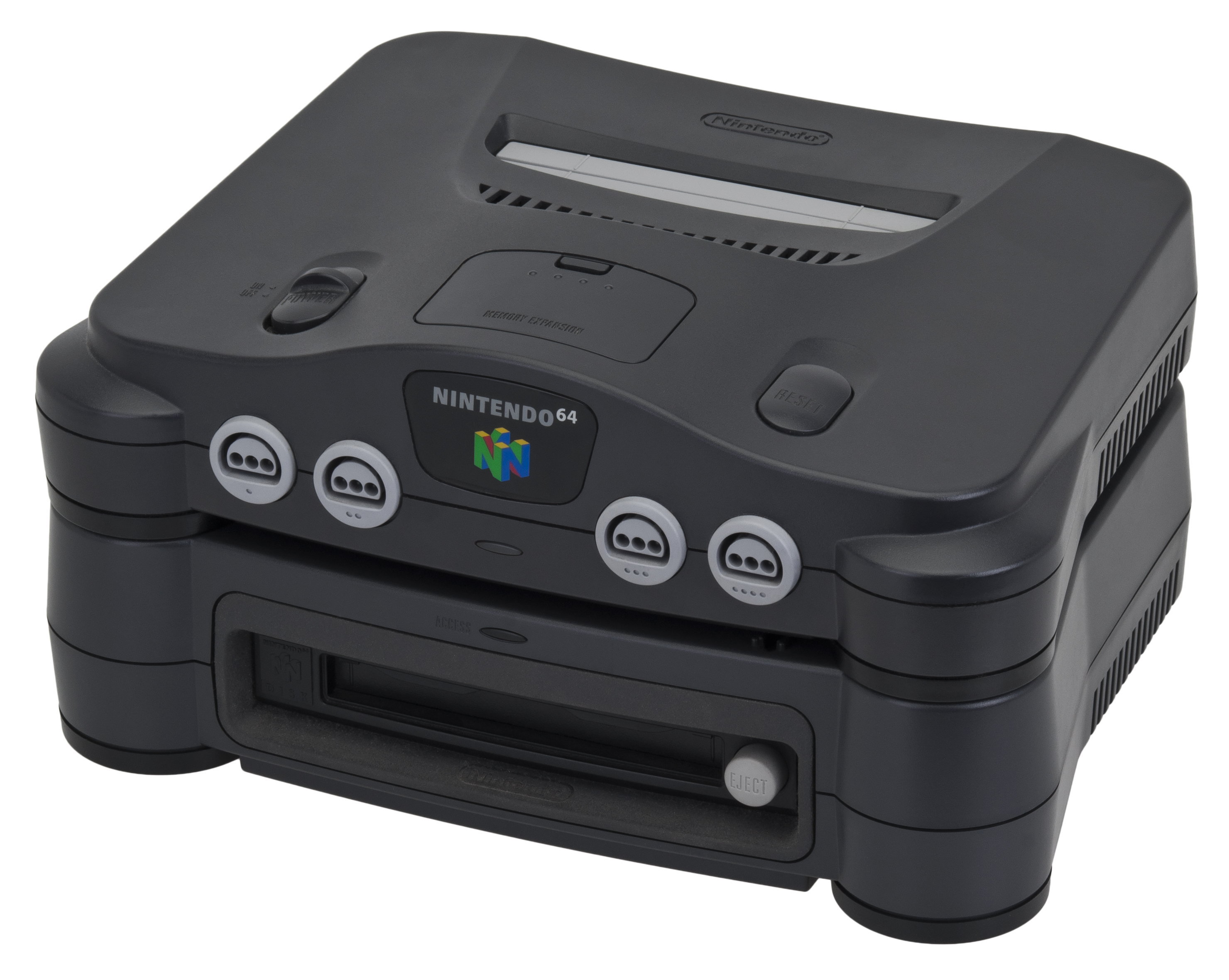
طرفية 64 دي دي (ديسك درايف) كانت تعطي نينتندو 64 مساحة تخزينية أعلى.

## وصلات خارجية
- الموقع الرسمي (موقع محفوظ في أرشيف الإنترنت)
- "Nintendo 64". مؤرشف من الأصل في 2007-10-17. at Nintendo.com (archived versions at the Internet Archive Wayback Machine)
- نينتندو 64 على مشروع الدليل المفتوح
- US Patent for the N64
- The Most Complete N64 Game Releaselist by NESWORLD